# Документи епохи
«Документи епохи» — найвідоміший український німий монтажний фільм ВУФКУ, створений Леонідом Могилевським на основі 40 000 метрів хроніки 1917—1922 років. В основу фільму Леонід Могилевський поклав архівний матеріал, що в середині 1920-х вважався «ідеологічно застарілим» (за визначенням режисера «кавалки позитиву» і дореволюційний «мотлох»), що зберігся в архівах кіностудій ВУФКУ, або викуплений у інших кіно-організацій та приватних осіб.
Фільм зберігається в Центральному державному кінофотофоноархіві ім. Г. С. Пшеничного та в Довженко-Центрі.

## Сюжет
Стрічка «Документи епохи» є безпрецедентним та надзвичайно цінним візуальним свідченням найбільш драматичних сторінок української історії перших десятиліть ХХ ст.
Найцікавіше в «Документах епохи» — показ рідкісних кадрів за участі діячів української революції. Вокзалом Києва незадовго до свого вбивства крокує командувач німецьких військ Герман фон Ейхгорн, гетьман Павло Скоропадський накриває щедрий стіл для своїх союзників, Володимир Винниченко та Симон Петлюра мерзнуть на січневому морозі біля Софіївського Собору, загони Міхаїла Муравйова проходять Києвом, Християн Раковський вітає солдат Червоної армії в Харкові, з трибуни виступає нарком освіти та патрон українізації 1920-х Микола Скрипник та багато інших кінодокументів.
До цього часу вважалося, що фільми Могилевського радянського періоду втрачені. Те, що один із них, створений на базі Всеукраїнського фото кіноуправління (ВУФКУ), після 80 років забуття віднайдено Довженко-Центром у Центральному державному кінофотофоноархіві ім. Г. С. Пшеничного та атрибутовано Леоніду Могилевському, без перебільшень можна вважати кіноподією національного масштабу.
Фільм доступний до перегляду в онлайн-кінотеатрі Довженко-Центру.

## Знімальна група
- Автор-монтажер: Л. Могилевський
- Співавтор: Я. Габович
- Помічники: П. Коломойцев, А. Леводарова, А. Нісензон